# Leucania albifasciata
Leucania albifasciata là một loài bướm đêm trong họ Noctuidae.